# Мессерер, Михаил Григорьевич
Михаи́л Григо́рьевич Мессере́р (род. 24 декабря 1948, Москва, РСФСР, СССР) — советский и британский артист балета, балетмейстер, педагог.

## Биография
Мать — прима-балерина Большого театра Суламифь Михайловна Мессерер. Отец — мото- и автогонщик Григорий Эммануилович Левитин, основатель советской школы фигурно-акробатической езды по вертикальной стене, выступал с аттракционом «Автомотогонки по вертикальной стене» в ЦПКиО имени Горького.
Михаил окончил Московское академическое хореографическое училище в 1968 году. В 1969 году был принят в труппу Большого театра. Выступал с труппами Театра имени Кирова (Мариинский театр), Пермского театра оперы и балета, Пражского национального балета в качестве приглашённого артиста.
В 1978 году окончил ГИТИС и получил специальность педагога-балетмейстера.
В 1980 году не вернулся в СССР из зарубежных гастролей в Японии, попросив вместе со своей матерью, Суламифью Мессерер, политического убежища убежища в посольстве США в Токио. С тех пор преподавал в Американском балетном театре, Парижской национальной опере, миланском театре Ла Скала, балете Монте-Карло, Английском национальном балете, Бирмингемском королевском балете, Королевском шведском балете, Королевском датском балете, балетах Мариинского театра и Михайловского театра, а также во многих других балетных труппах мира.
С начала 1980-х годов, в течение более 25 лет — постоянный приглашённый педагог лондонского Королевского балета Ковент-Гарден.
С 2002 по 2009 год — приглашённый педагог Мариинского театра в Санкт-Петербурге.
Как балетмейстер-восстановитель и редактор Михаил Мессерер работает преимущественно с классической хореографией.
В 2007 году Михаил Мессерер восстановил балет «Класс-концерт» своего дяди Асафа Мессерера в Большом театре.
С 2009 по 2019 год руководил балетом Михайловского театра в Санкт-Петербурге в должности главного балетмейстера театра, сотрудничая с художественным руководителем балетной труппы (сначала с Фарухом Рузиматовым, затем с Начо Дуато). С 2018 по 2019 год являлся художественным руководителем балета и главным балетмейстером, а с 2019 года Михаил Мессерер — главный приглашённый балетмейстер Михайловского театра.
Среди постановок, осуществленных Михаилом Мессерером в Михайловском театре, — «Лебединое озеро» (постановка характерных танцев в сцене бала в хореографии Александра Горского — Алла Богуславская; 2009), «Лауренсия» (2010), «Дон Кихот» (2012), «Пламя Парижа» (2013), «Класс-концерт» (2014), «Корсар» (2015), «Золушка» (2017), «Коппелия» (2020), «Конёк-Горбунок» (2021).

## Постановки
- «Баядерка» (музыка Л. Минкуса) (Пекин, Анкара)
- «Золушка» (музыка С. Прокофьева) (Токио) — совместно с С. Мессерер
- «Лебединое озеро» (музыка П. И. Чайковского) (Гётеборг)
- «Щелкунчик» (музыка П. И. Чайковского) (Люксембург)
- «Дон Кихот», Михайловский театр (2012), Римский оперный театр (2013), Новосибирский театр оперы и балета (2016), Венгерская национальная опера (2016)
- «Золушка», Михайловский театр (2017), Новосибирский театр оперы и балета (2018)